# Osvaldo Aguirre
Osvaldo Aguirre (Colón, 1964) es un poeta, narrador y periodista argentino.
Estudió Letras en la UNR. Colabora en varias revistas, además de diarios como La Capital e Infobae. Se especializa en crónicas policiales.

## Obras

### Poesía
- Las vueltas del camino, 1992
- Narraciones extraordinarias,1999
- El General, 2000
- Ningún nombre, 2005
- Lengua natal, 2007
- Campo Albornoz, 2010
- Tierra en el aire, 2010
- El campo, 2014, Iván Rosado (incluye los ibros de poesía: Las vueltas del camino, Al fuego y El General)
- La deriva. 1996, Beatriz Viterbo

### Crónica y ensayo
- La tradición de los marginales. 254 pág. Ediciones UNL. 2013.
- Los pasos de la memoria: casos de desaparición de militantes políticos en Rosario, 1996, Editor América Libre, 107 pp.
- Historias de la mafia en la Argentina. 2000, Aguilar, Altea, Taurus
- Enemigos públicos, 2003, Aguilar, Altea, Taurus
- La Pandilla salvaje: Butch Cassiday en la Patagonia, 2004, Colección Biografías y documentos. Edición ilustrada de Grupo Editorial Norma, 412 pp. ISBN	9875451819 2004
- La Chicago Argentina: crimen, mafia y prostitución en Rosario. 2006
- Notas en un diario, 2006 (Primer premio del concurso literario Ciudad de Rosario 2006, categoría  Relato de no ficción)[2]
- La conexión latina, 2008
- Oratorio Morante. 2014[3]

### Narrativa
- Velocidad y resistencia, 1995, edición Municipal de Rosario
- La deriva, 1996 (novela)
- Estrella del norte, 1998 (novela)
- La noche del gato de angora, 2006 (cuentos)
- Graffiti ninja (en colaboración con Eduardo Gonzáles), 2007 (novela)
- Rocanrol, 2006 (cuentos)
- Los Indeseables, 2008 (novela)
- Todos mienten, 2009, Aquilina (Colección Negro Absoluto) (novela)
- El novato, 2001, Aquilina (Colección Negro Absoluto) (novela)
- El año del dragón, 2011 (cuentos)
- Leyenda negra, 2020 (novela)